# Fryderyk Krystian Albert Wettyn
Fryderyk Krystian Wettyn, właśc. Fryderyk Krystian Albert Leopold Anno Sylwester Makary Wettyn (ur. 31 grudnia 1893 w Dreźnie, zm. 9 sierpnia 1968 w Samedan) – głowa rodu Wettynów od 1932 roku.
Drugi syn ostatniego króla Saksonii Fryderyka Augusta III i jego żony księżniczki toskańskiej Luizy Habsburg-Lothringen. Jego starszy brat urodził się w styczniu 1893 roku. 13 listopada 1918 roku, po klęsce I wojny światowej, jego ojciec abdykował – podobnie jak cesarz i wszyscy monarchowie niemieccy. Rodzina królewska opuściła Drezno i udała się do zamku w Szczodrem. W 1923 roku starszy brat Fryderyka Krystiana – Jerzy – zrzekł się praw do korony i wstąpił do zakonu jezuitów. Następcą utraconego tronu został Fryderyk Krystian. Po śmierci ojca został głową rodu Wettynów.
Od 1932 był wielkim mistrzem saskich orderów domowych: Świętego Henryka, Korony Rucianej i kobiecego Sidonii. Odznaczony również austriackim Orderem Złotego Runa, pruskim Orderem Orła Czarnego i Krzyżem Wielkim Orderu Maltańskiego.
16 czerwca 1923 roku w Ratyzbonie poślubił księżniczkę Elżbietę Helenę Thurn und Taxis (1903–1976), córkę księcia Alberta Thurn und Taxis i arcyksiężniczki austriackiej Małgorzaty Klementyny Habsburg-Lotaryńskiej. Jej dziadkami byli książę Maksymilian Antoni Thurn und Taxis i księżniczka bawarska Helena Karolina Wittelsbach oraz arcyksiążę austriacki Józef Karol Habsburg-Lotaryński i księżniczka Saksonii-Coburg-Saalfeld Klotylda Maria Wettyn. Z tego małżeństwa pochodzą:
- Maria Emanuel Saski (1926–2012) – głowa rodu Wettynów, pretendent do tronu saskiego, mąż księżniczki Anastazji z Anhaltu;
- Maria Józefa (1928–2018);
- Maria Anna (1929–2012) – żona Roberta de Afif; matka Aleksandra z Saksonii-Gessaphe;
- Albert Józef (1934–2012) – mąż Elmiry Henke;
- Matylda Maria (1936–2018) – w latach 1968–1993 żona księcia Jana z Saksonii-Coburg und Gotha-Kohary.

## Odznaczenia
- Wielki Mistrz Orderu Korony Rucianej,
- Wielki Mistrz Orderu Świętego Henryka[3],
- Wielki Mistrz Orderu Zasługi Cywilnej,
- Wielki Mistrz Orderu Albrechta,
- Wielki Mistrz Orderu Sydonii,
- Wielki Mistrz Orderu Marii Anny,
- Kawaler Orderu Złotego Runa,
- Kawaler Orderu Orła Czarnego,
- Kawaler Wielkiego Krzyża Honoru i Dewocji.

## Genealogia
| Prapradziadkowie                     | Maksymilian Wettyn (1759–1838) ∞ 1792 Karolina Burbon-Parmeńska (1770–1804)                       | król Bawarii Maksymilian I Józef Wittelsbach (1756–1825) ∞ 1797 Karolina Fryderyka Badeńska (1776–1841) | Ferdynand Koburg (1785–1851) ∞ 1815 Maria Antonia Koháry (1797–1862)                                   | cesarz Brazylii Piotr I Bragança (1798–1834) ∞ 1817 Maria Leopoldyna Habsburg (1797–1826)              | Wielki książę Toskanii Ferdynand III Habsburg-Lotaryński (1769–1824) ∞ 1790 Luiza Maria Burbon-Sycylijska (1773–1802) | król Obojga Sycylii Franciszek I Burbon (1777–1830) ∞ 1802 Maria Izabela Burbon (1789–1848)                     | Karol II Burbon-Parmeński (1799–1883) ∞ 1820 Maria Teresa Sabaudzka (1803–1879)                                | Karol Burbon (1778–1820) ∞ 1816 Karolina Burbon-Sycylijska (1798–1870)                                         |
| Pradziadkowie                        | król Saksonii Jan Wettyn (1801–1873) ∞ 1822 Amelia Augusta Wittelsbach (1801–1877)                | król Saksonii Jan Wettyn (1801–1873) ∞ 1822 Amelia Augusta Wittelsbach (1801–1877)                      | król Portugalii Ferdynand II Koburg (1819–1885) ∞1836 królowa Portugalii Maria II Bragança (1819–1853) | król Portugalii Ferdynand II Koburg (1819–1885) ∞1836 królowa Portugalii Maria II Bragança (1819–1853) | Wielki książę Toskanii Leopold II Habsburg-Lotaryński (1797–1870) ∞1832 Maria Antonietta Sycylijska (1814–1898)       | Wielki książę Toskanii Leopold II Habsburg-Lotaryński (1797–1870) ∞1832 Maria Antonietta Sycylijska (1814–1898) | książę Parmy Karol III Burbon-Parmeński (1823–1854) ∞1845 Ludwika Burbon (1819–1864)                           | książę Parmy Karol III Burbon-Parmeński (1823–1854) ∞1845 Ludwika Burbon (1819–1864)                           |
| Dziadkowie                           | król Saksonii Jerzy Wettyn (1832–1904) ∞ 1859 Maria Anna Bragança (1843–1884)                     | król Saksonii Jerzy Wettyn (1832–1904) ∞ 1859 Maria Anna Bragança (1843–1884)                           | król Saksonii Jerzy Wettyn (1832–1904) ∞ 1859 Maria Anna Bragança (1843–1884)                          | król Saksonii Jerzy Wettyn (1832–1904) ∞ 1859 Maria Anna Bragança (1843–1884)                          | Wielki książę Toskanii Ferdynand IV Habsburg-Lotaryński (1835–1908) ∞ 1868 Alicja Burbon-Parmeńska (1849–1935)        | Wielki książę Toskanii Ferdynand IV Habsburg-Lotaryński (1835–1908) ∞ 1868 Alicja Burbon-Parmeńska (1849–1935)  | Wielki książę Toskanii Ferdynand IV Habsburg-Lotaryński (1835–1908) ∞ 1868 Alicja Burbon-Parmeńska (1849–1935) | Wielki książę Toskanii Ferdynand IV Habsburg-Lotaryński (1835–1908) ∞ 1868 Alicja Burbon-Parmeńska (1849–1935) |
| Rodzice                              | król Saksonii Fryderyk August III Wettyn (1865–1932) ∞ 1891 Luiza Habsburg-Lotaryńska (1870–1947) | król Saksonii Fryderyk August III Wettyn (1865–1932) ∞ 1891 Luiza Habsburg-Lotaryńska (1870–1947)       | król Saksonii Fryderyk August III Wettyn (1865–1932) ∞ 1891 Luiza Habsburg-Lotaryńska (1870–1947)      | król Saksonii Fryderyk August III Wettyn (1865–1932) ∞ 1891 Luiza Habsburg-Lotaryńska (1870–1947)      | król Saksonii Fryderyk August III Wettyn (1865–1932) ∞ 1891 Luiza Habsburg-Lotaryńska (1870–1947)                     | król Saksonii Fryderyk August III Wettyn (1865–1932) ∞ 1891 Luiza Habsburg-Lotaryńska (1870–1947)               | król Saksonii Fryderyk August III Wettyn (1865–1932) ∞ 1891 Luiza Habsburg-Lotaryńska (1870–1947)              | król Saksonii Fryderyk August III Wettyn (1865–1932) ∞ 1891 Luiza Habsburg-Lotaryńska (1870–1947)              |
| Fryderyk Krystian Wettyn (1893–1968) |                                                                                                   | | | | | | | |